# Верхнее Девлизерово
Ве́рхнее Девлизе́рово (чув. Çӳлти Вӑрманъял) — деревня в Канашском районе Чувашской Республики. Входит в состав Среднекибечского сельского поселения.

## География
Находится в центральной части Чувашии, на расстоянии приблизительно 7 км по прямой на север от районного центра города Канаш.

## История
Образовалась во второй половине XIX века путём разделения деревни Девлизерово (основана была переселенцами с Арской дороги Казанского уезда не позже XVII века) на Верхнее и Нижнее Девлизерово. В 1897 году было учтено 384 человека, в 1926—101 двор, 503 жителя, в 1939 −524 жителя, в 1979—272. В 2002 году было 93 двора, в 2010 — 75 домохозяйств. В 1930 году был образован колхоз «Ерёмина».

## Население
Постоянное население составляло 212 человек (чуваши 99 %) в 2002 году, 210 в 2010.